# 玄昉
玄昉（げんぼう、生年不詳 - 天平18年6月18日〈746年7月15日〉）は、奈良時代の法相宗の僧。俗姓は阿刀氏（安斗氏）。僧官は僧正。

## 略歴

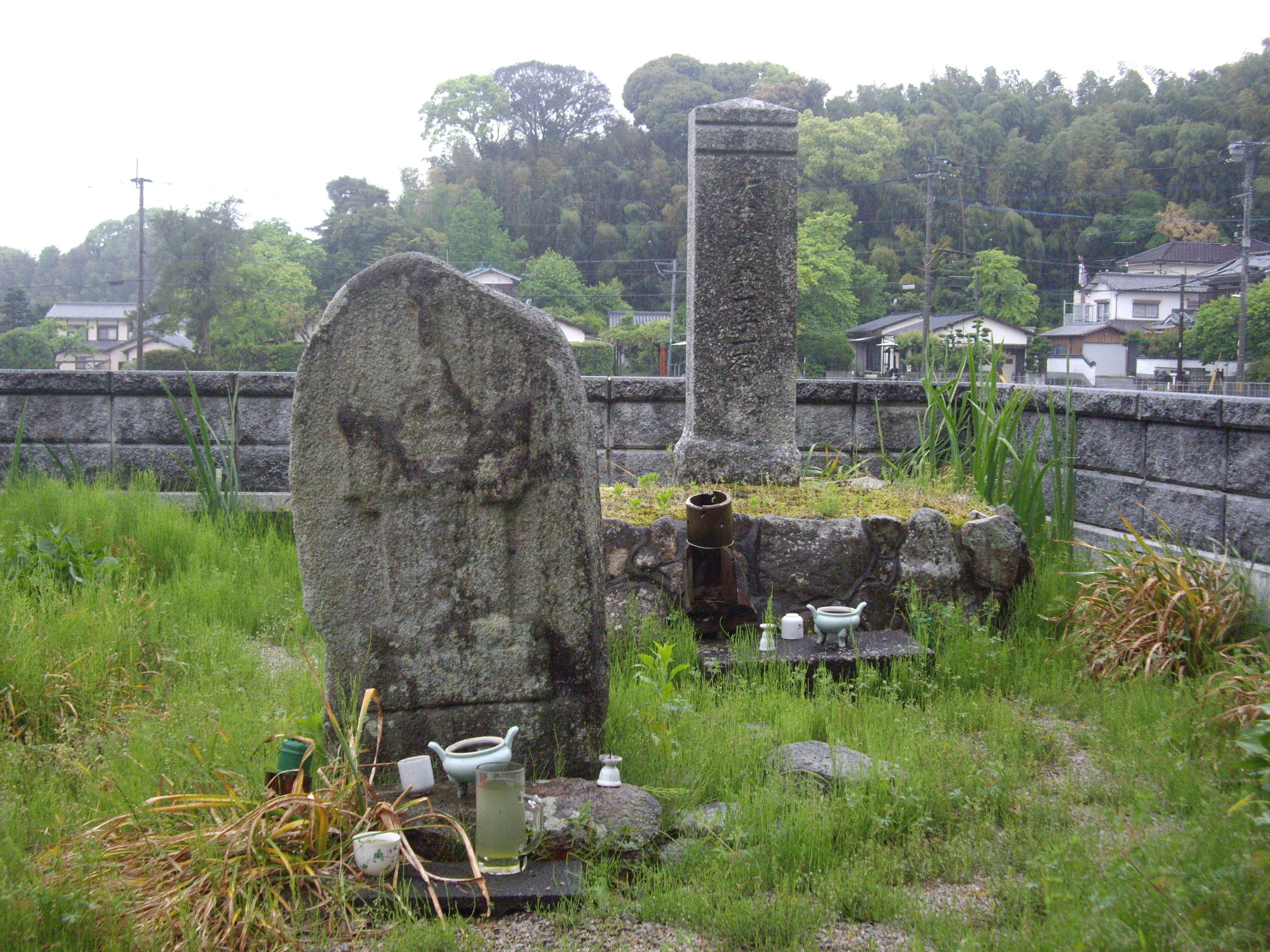
伝玄昉僧正墓（福岡県太宰府市）

義淵に師事。養老元年（717年）遣唐使に学問僧として随行し入唐。先に新羅船で入唐していた智達・智通らと同じく、智周に法相を学ぶ、在唐は18年に及び、その間当時の皇帝であった玄宗に才能を認められ、三品に準じて紫の袈裟の下賜を受けた。約20年後の天平7年（735年）、次回の遣唐使の帰国に随い、経論5000巻の一切経と諸々の仏像を携えて帰国した。
天平8年（736年）封戸を与えられた。聖武天皇の母藤原宮子の病気を雑密の孔雀王咒経の呪法祈祷により回復させ、栄達を得る。翌天平9年（737年）、僧正に任じられて内道場（内裏において仏像を安置し仏教行事を行う建物）に入る。これをきっかけに、政治に参与する。法華寺（旧不比等邸）に隣接する隅寺（現海龍王寺）を元の内道場とする説がある。これで、仏教史書で功績を認められ日本への法相宗を伝えた第4祖とされている（『三国仏法伝通縁起』）。
聖武天皇の信頼も篤く、吉備真備とともに橘諸兄政権の担い手として出世したが、人格に対して人々の批判も強く、天平12年（740年）には藤原広嗣が吉備真備と玄昉を排除しようと九州で兵を起こした（藤原広嗣の乱）。この乱は失敗に終わった。翌天平13年（741年）7月15日千手経1000巻を発願、書写・供養している。
しかし、藤原仲麻呂が勢力を持つようになると橘諸兄は権勢を失い、玄昉も天平17年（745年）筑紫観世音寺別当に左遷。封物も没収され、翌天平18年（746年）任地で没した。

## 伝承
玄昉に関しては奇怪な逸話が多い。まず史書である『続日本紀』の彼の卒伝に、「藤原広嗣が霊の為に害せらる」とあり、当時広嗣の怨霊によって彼が死んだとの考えがあったことが知られる。また、研究者の間にも、同じ時期に吉備真備も九州に左遷させられていることから、広嗣の怨霊を鎮めるために八幡神の神託にかこつけて彼らの九州に送ったとする説も出されている（謂わば、玄昉と真備を広嗣の怨霊の標的にすることで都への影響を食い止めようとしたと言える）。
これが後世の書物になると話があらぬ方向に広がっていく。
- 『元亨釈書』には、空中から手があらわれて玄昉を連れ去り、後日、頭のみが興福寺に落ちており、これが広嗣の霊のせいであったという記事がある。
- 『元亨釈書』には、「藤室と通ず」（藤原氏の妻と関係を持った）とあり、これは藤原宮子のことと思われる。宮子との密通の話は『興福寺流記』『七大寺年表』『扶桑略記』などにもみえる。
- 『今昔物語集』『源平盛衰記』には、光明皇后と密通し、それを広嗣に見咎められたことが乱の遠因になったとしている。

いずれも後世の史料であり信憑性は乏しい。やはり早くから破戒僧と信じられていた道鏡と混同された形跡も見られる。
奈良は元の立身の地だが、玄昉の菩提を弔う興福寺菩提院 により頭塔の玄昉首塚伝承が生まれ、平安時代の大江親通『七大寺巡礼私記』（保延6年1140年刊）にその伝承が書かれ、やがて玄昉の首塚である、という伝承が広範囲に広まった。そして、実忠が造営した時の土塔（どとう）が玄昉首塚説との関連で、転訛して「ずとう」と称され、「頭塔」という漢字が当てられたものと考えられる。その後、これに関連して下記のような伝説が生まれた。
- 玄昉の体が筑紫から飛来し5カ処に落ちたが、首が落ちた地に墳廟が造られ頭塔と呼ばれた。後の各書で首落下地伝承地は分岐するが、ほとんどは興福寺域内とされている。
- 江戸時代にはこの他玄坊の肘を埋めたとされる肘塚（かいのづか）、眉と目を埋めた眉目塚（まめづか）、胴を埋めた胴塚の伝承が生まれた。しかし、中世以前の表記をみると、肘塚は「甲斐塚」「貝塚」で、「眉目」も「大豆（まめ）」が元の地名で、頭塔の伝承に合わせる形で変形されたものである。肘塚は、塚の場所の記述があるが[12]、この塚の伝説に付会して記されたものとされている[13]。

## 関連作品
小説
- 松本清張『眩人』（1980年、中央公論社）

TVドラマ
- 『大仏開眼』（2010年、NHK） - 演：市川亀治郎